# Jhang (Distrikt)
Der Distrikt Jhang ist ein Verwaltungsdistrikt in Pakistan in der Provinz Punjab. Sitz der Distriktverwaltung ist die gleichnamige Stadt Jhang.
Der Distrikt hat eine Fläche von 8809 km² und nach der Volkszählung von 2017 2.743.416 Einwohner. Die Bevölkerungsdichte beträgt 311 Einwohner/km². Im Distrikt wird zur Mehrheit die Sprache Panjabi gesprochen.

## Lage
Der Distrikt befindet sich im Zentrum der Provinz Punjab (Pakistan).

## Geschichte
2009 wurde der Distrikt Chiniot aus Teilen von Jhang geschaffen.

## Demografie
Zwischen 1998 und 2017 wuchs die Bevölkerung um jährlich 2,04 %. Von der Bevölkerung leben ca. 21,8 % in städtischen Regionen und ca. 78,2 % in ländlichen Regionen. In 427.390 Haushalten leben 1.396.612 Männer, 1.346.660 Frauen und 144 Transgender, woraus sich ein Geschlechterverhältnis von 103,7 Männer pro 100 Frauen ergibt und damit einen für Pakistan üblichen Männerüberschuss.
Die Alphabetisierungsrate in den Jahren 2014/15 bei der Bevölkerung über 10 Jahren liegt bei 56 % (Frauen: 42 %, Männer: 70 %) und damit unter dem Durchschnitt der Provinz Punjab von 63 %.
| Jahr | Einwohnerzahl |
| ---- | ------------- |
| 1972 | 983.818       |
| 1981 | 1.276.864     |
| 1998 | 1.869.421     |
| 2017 | 2.743.416     |